# Fravitta
Flavius Fravitta († 404/405) was een Gotische leider van de Goten en een generaal in het leger van het Oost-Romeinse rijk.

## Afkomst
Omtrent Fravittas' komaf is door contemporaire bronnen geschreven dat hij een vooraanstaande Gotische leider was. Hij was een heiden en werd hierom geprezen door de eveneens heidense schrijver Eunapius, uit de 4e-5e eeuw.

## Geschiedenis
In 382 werd een deel van de Goten toegelaten in het rijk  door de Romeinse keizer Theodosius I. Als  foederati kregen zij grond toegewezen aan de monding van de Donau. Hier mochten zij wonen en dienden in ruil daarvoor het Romeinse leger te voorzien van  troepen. Onder de Goten was sprake van een tweetal stromingen,  de ene stroming wilde assimileren, de andere zoveel mogelijk de eigen cultuur in ere houden. Fravitta was een der Gotische leiders die voorstander was van assimilatie. Hij was daarmee een tegenstander van Eriulf, een vooraanstaand leider van die andere stroming. In 391 dode Fravitta Eriulf na een ruzie. Hierdoor nam zijn steun onder de Goten af, doch werd zijn positie aan het hof versterkt. Later trouwde hij met een Romeinse vrouw van hoge rang, waardoor hij zowel zijn eigen assimilatie in de Romeinse samenleving als die van zijn volk hielp.
Hij bleef trouw aan het rijk en maakte opgang in het leger, waar hij omstreeks 395 de rang van Magister militum (generaal) bereikte, met als de taak de vrede in het Oosten te bewaren. Volgens Zosimus was Fravitta verantwoordelijk voor het "bevrijden van het hele Oosten, van Cilicië tot Fenicië en Palestina, van de roversplaag". 
In 400 leidde hij de vloot van de Oost-Romeinse keizer Arcadius en versloeg op beslissende wijze de vloot van Gainas, die een greep naar de macht in Constantinopel had gedaan. Als beloning vroeg hij om vrijelijk de heidense goden te mogen aanbidden; de keizer willigde zijn wens in en wees hem aan als consul voor 401.
In 405 raakt hij uit de gratie vanwege verschillende intriges aan het hof.  Fravitta werd ten onrechte beschuldigd van verraad en ter dood gebracht.